# Бушкёттер, Вильгельм
Вильгельм Людвиг Генрих Бушкёттер (нем. Wilhelm Ludwig Heinrich Buschkötter; 27 сентября 1887, Хёкстер — 12 мая 1967, Берлин) — немецкий дирижёр.
Родился в старинной семье, история которой в городе Хёкстер прослеживается с 1420 года. Окончил гимназию в Грайфсвальде, затем изучал медицину в Грайфсвальдском университете, позже в Галле и Берлине. Одновременно учился в Консерватории Штерна. В 1912 г. получил в Университете Галле степень доктора музыковедения за исследование о Жане-Франсуа Лесюёре.
В 1912—1913 гг. работал дирижёром в Давосе, в 1913—1915 гг. в Гамбургской опере, затем ушёл добровольцем на Первую мировую войну. В 1918—1923 гг. работал как оперный и оркестровый дирижёр в Гамбурге и Альтоне, в 1923—1924 гг. руководил симфоническими концертами и оперными спектаклями в Турку. Вернувшись в Германию, в 1924 г. начал работать в Берлине над радиоконцертами, возглавив группу музыкантов, в дальнейшем оформившуюся как Симфонический оркестр Берлинского радио. В 1926 г. возглавил музыкальное вещание компании Westdeutscher Rundfunk в Кёльне и за 10 лет исполнил для радиотрансляций около 1500 произведений; временами дирижировал и Гюрцених-оркестром. В 1937—1938 гг. работал в музыкальной редакции радио Штутгарта, затем в Дортмундской опере. В 1949—1950 гг. возглавлял Оркестр Зондерсхаузена.
Опубликовал «Международный справочник концертной литературы» (нем. Handbuch der internationalen Konzertliteratur; 1961, второе издание, доработанное Х. Шефером, — 1996).